# Tidestromia lanuginosa
Tidestromia lanuginosa là loài thực vật có hoa thuộc họ Dền. Loài này được (Nutt.) Standl. miêu tả khoa học đầu tiên năm 1916.